# Дом културе „29. новембар” Старчево
Дом културе „29. новембар” је градска установа Панчева за развој културе и уметности. Налази се у улици Панчевачки пут 2, у Старчеву.

## Историјат
Дом културе „29. новембар” Старчево је основан 30. јануара 1961. решењем Народног одбора општине Панчево. Зграда Дома културе почела је да се гради непосредно после Другог светског рата. Грађена је добровољним радом кроз радне акције уз надзор „палир” мајстора. Данас у њему бораве, раде и учествују у креирању програма следећа удружења грађана: КУД „Неолит”, „Креативни културни клуб”, Удружење жена „Неолит”, Ловачко удружење „Јаребица”, Удружење пчелара, Рагби клуб „Борац”, Кошаркашки клуб „Борац”, Одред извиђача „Надел” и Удружење голубара. Поред ових удружења, у установи се налазе и четири секције Тамбурашки оркестар „Неолит”, Музичка секција, Стонотенисерска секција и Уметничка радионица „Пера Пољак”.
Дом културе „29. новембар” сарађује и са Основном школом „Вук Стефановић Караџић” Старчево са којом у току године планира и организује бројне манифестације. Библиотека садржи велики фонд књига и преко хиљаду чланова свих узраста.
Дом културе организује књижевне вечери, музичко–сценске приредбе, трибине и изложбе из области ликовне уметности међу којима је галерија „Боем” у којој скоро тридесет година одржавају изложбе домаћих и страних академских ликовних уметника. Традиционално организују фестивале Старчевачки дани књиге, Дани дружења, манифестацију Екс–Ју рок фест, Међународни фестивал малих и средњих тамбурашких састава „Старчевачка тамбурица” и Међународни фестивал акустичне гитаре „Гашини акорди”. Од 2020. године у својој културној понуди имају Едукативно–изложбену поставку „Старчево кроз векове”.